# Steal Your Face
Steal Your Face ist ein Live-Doppelalbum der Band Grateful Dead.

## Geschichte
Das Album setzt sich aus Auftritten im Musiktheater Winterland in San Francisco vom 16. Oktober bis zum 20. Oktober 1974 zusammen und wurde am 26. Juni 1976 veröffentlicht. Nach dieser Tournee ging die Band in eine fast zweijährige Pause, die erst durch die Veröffentlichung des Albums Blues for Allah im September 1975 beendet wurde.
Der Name des Albums Steal Your Face beruht auf dem Song "He’s Gone" vom Album Europe ’72. Innerhalb des Songs gibt es die Zeile: "Like I told ya, what I said, steal your face right off your head". Das Lied selber beruht auf einem Ereignis, welches sich 1970 während der Aufnahme des Albums Workingman’s Dead ereignete. Lenny Hart, der Vater des Drummers Mickey Hart, veruntreute 155.000 US-Dollar und verschwand spurlos. Seitdem wurde der Song oft dann gespielt, wenn jemand, der der Band nahestand, starb.
Nicht nur der Musikjournalist Robert Christgau, auch die Deadheads (Fangemeinde von Grateful Dead) hielten dieses Album für das schlechteste Livealbum der Band. Die Aufnahmequalität war schlecht, viele Songs waren overdubbed. Auch die Songauswahl wurde angezweifelt, und insbesondere das Jammen und Improvisieren wurde vermisst. Deshalb wurde das Album von Fans auch "Steal Your Money" genannt. Die Band verteidigte die Songsauswahl damit, dass die meisten "Jamsongs" schon auf den anderen Livealben zu hören waren und sie mal Studiosongs spielen wollten.
Auch die Band war mit dem Album nicht zufrieden. Jerry Garcia äußerte sich in einem Interview, dass niemand der Band es mochte, selbst Phil Lesh und Owsley Stanley würden es nicht sehr mögen. Als Grund nannte er, dass sie nicht (daran) gearbeitet und somit nichts anderes anzubieten hatten.
Bedingt durch die schlechte Qualität und die negative Kritik wurde das Album nicht für das Boxset Beyond Description (1973-1989) von Rhino Records im Jahr 2004 verwendet, wo ansonsten jegliches Studio- und Livealbum in einer überarbeiteten Version aus dieser Zeit neu aufgelegt wurde. Stattdessen wurde eine 5er CD-Box als Soundtrack zu The Grateful Dead Movie 2004 unter dem eigenen Label Grateful Dead Records vertrieben. Die Dokumentation The Grateful Dead Movie entstand ebenfalls 1974 im Musiktheater Winterland, und somit beinhalten der Soundtrack und Steal Your Face dieselben Songs, wobei der Soundtrack insgesamt 44 Songs enthält und bessere Kritiken und Verkaufszahlen erzielte. Erst 2005 brachte Rhino Records eine in der Qualität stark verbesserte Version von Steal Your Face ohne Bonusmaterial auf den Markt.

## Erfolge
In den Billboard Charts erreichte das Album den Platz 56.

## Titelliste
Seite 1
1. Promised Land (Chuck Berry) – 3:17
2. Cold Rain and Snow (traditionelles Lied) – 5:38
3. Around and Around (Berry) – 5:07
4. Stella Blue (Hunter, Garcia) – 8:48
5. Mississippi Half-Step Uptown Toodeloo (Hunter, Garcia) – 8:04
6. Ship of Fools (Hunter, Garcia) – 7:01
7. Beat It On Down the Line (Jesse Fuller) – 3:24

Seite 2
1. Big River (Johnny Cash) – 4:55
2. Black-Throated Wind (Barlow, Weir) – 6:07
3. U.S. Blues (Hunter, Garcia) – 5:42
4. El Paso (Marty Robbins) – 4:17
5. Sugaree (Hunter, Garcia) – 7:37
6. It Must Have Been the Roses (Hunter) – 6:00
7. Casey Jones (Hunter, Garcia) – 7:04